# کارل فریدریش گاوس

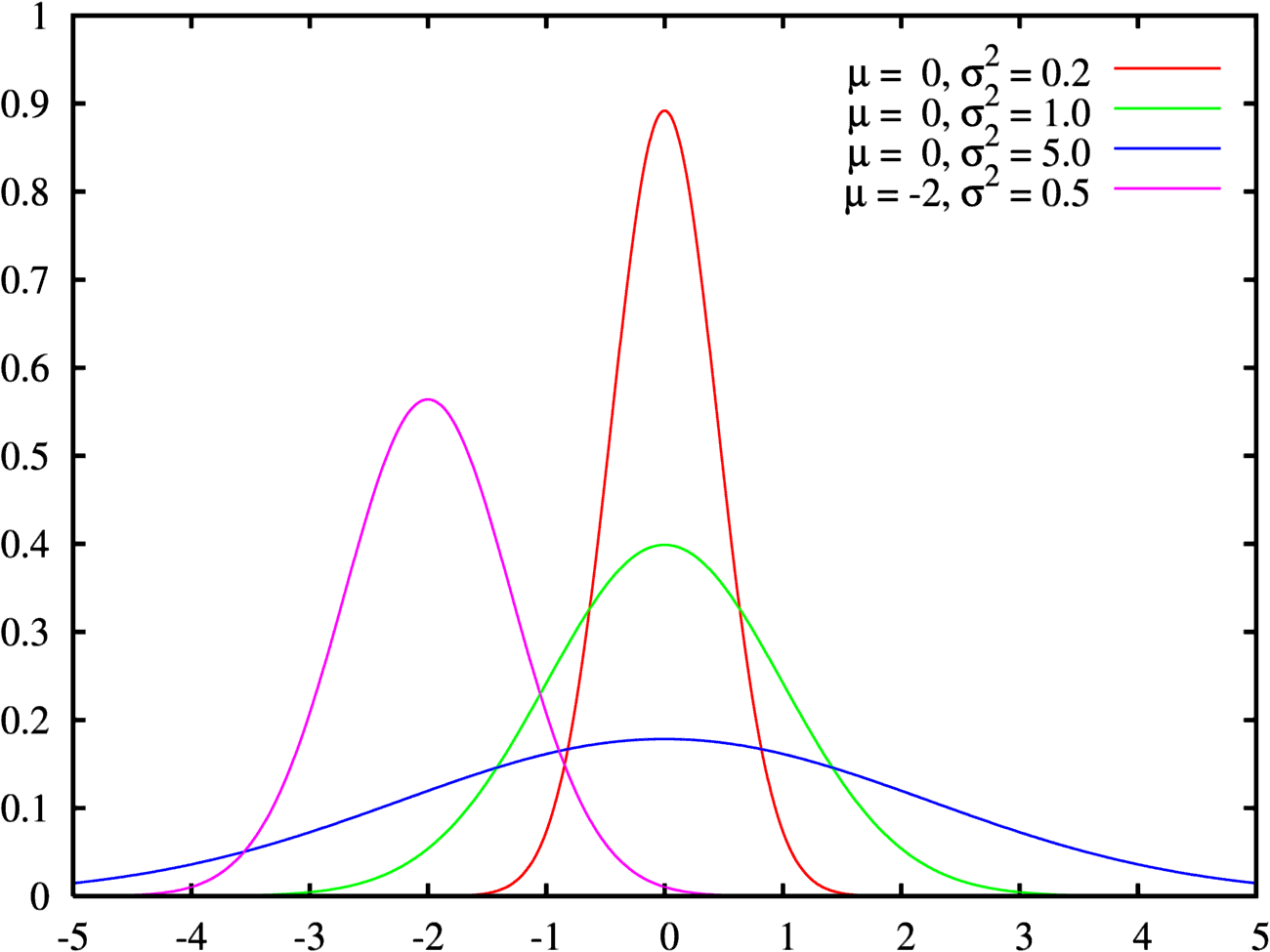
چهار توزیع نرمال (یا گاوسی) در آمار

کارل فریدریش گاوس (به آلمانی: Johann Carl Friedrich Gauß) ‎/ɡaʊs/‎؛ آلمانی: Gauß [ˈkaʁl ˈfʁi:dʁɪç ˈɡaʊs] ()؛ لاتین: Carolus Fridericus Gauss؛‏ (۳۰ آوریل ۱۷۷۷ – ۲۳ فوریه ۱۸۵۵) ریاضیدان، ستاره‌شناس و فیزیک‌دان آلمانی بود. به دلیل تحقیقات و دستاوردهای بی‌مانند و بی‌شمار گاوس، به او لقب «شاهزادهٔ ریاضی‌دانان» را داده‌اند. گاوس در شاخه‌های مختلف ریاضی تأثیرات عمیقی گذاشته‌است و او را از تأثیرگذارترین ریاضیدانان تاریخ می‌دانند.

## روزگار کودکی و نوجوانی
گرچه گاوس شاهزاده ریاضیدانان نامیده شده‌است، اجداد او از شاهی و شاهزادگی بسیار فاصله داشتند. از پدر و مادری فقیر در خانه‌ای حقیر در شهر براون‌شوایگ در آلمان در تاریخ ۳۰ آوریل ۱۷۷۷ تولد یافت. به گفته خود گاوس، مادرش روز دقیق تولدش را به خاطر نداشت. او فقط می‌دانست که چهارشنبه هشت روز قبل از عید پاک بوده‌است.
پدربزرگ پدری او دهقان فقیری بود که در سال ۱۷۴۰ در شهر براونشوایگ مستقر گردید و در این شهر با شغل باغبانی زندگی را به سختی می‌گذراند. دومین نفر از سه پسر او به نام گرهارت دیدریش که در سال ۱۷۴۴ متولد شد، پدر گاوس بود. غیر از این افتخار بزرگ زندگی گرهارت، که گاهی باغبان، زمانی محافظ قلعه شهر و زمانی آجرپز بود، بدون هیچ واقعه قابل ملاحظه‌ای سپری شد.
چهره‌ای که از پدر گاوس حفظ شده‌است مردی درستکار است که راستی و شرافت در او به درجه وسواس رسیده بود. اندامی سنگین داشت و سختگیری او نسبت به گاوس گاهی تا درجه وحشی‌گری پیش می‌رفت و کلام او نیز به قدر دستش سخت و سنگین بود. درستی و استقامت او موجب تسهیل کار وی در امر معاش گردید، لیکن این سهولت هرگز تا مرحله آسایش نرسید.
نبوغ گاوس از دوران کودکی آشکار شد. گفته می‌شود که هوش سرشار او زمانی آشکار شد که در سه سالگی اشتباهی که پدرش در محاسبهٔ دارایی‌ها کرده بود را در ذهنش تصحیح کرد. داستان دیگری که دربارهٔ هوش بسیار او گفته می‌شود آن است که آموزگارش، در دبستان، برای سرگرم کردن شاگردان به آنان گفت اعداد بین ۱ تا ۱۰۰ را با هم جمع کنند؛ گاوس خردسال پاسخ درست را تنها در چند ثانیه با به‌کارگیری یک بینش ریاضیاتی چشمگیر به دست آورد. رهیافتی که او به کار بست چنین بود: او دانست که با جمع کردن دو به دو عبارت‌ها از دو سر فهرست شماره‌ها، پاسخ هر یک از این جمع‌ها برابر خواهد شد:
۱۰۰+۱=۱۰۱؛ ۹۹+۲=۱۰۱، ۹۸+۳=۱۰۱، ...
برای جمع کل هم خواهیم داشت:
۵۰×۱۰۱=۵۰۵۰
در حالی که هنوز یک نوجوان بود، گاوس به اکتشافات چشمگیری دست یافت، این زیرکی حامی مالی وی را که دوک فردیناند برونسویک بود جلب کرد و حضور وی در کالج کارولین و دانشگاه گوتینگن را امکان‌پذیر نمود. از جمله اکتشافات او روش کمترین مربعات برای اداره داده‌های تجربی بود. در ۳۰ مارس ۱۷۹۶ او در سن ۱۹ سالگی با نشان دادن اینکه یک ۱۷-ضلعی باقاعده توسط پرگار و خط‌کش نا مدرج قابل رسم است توانست مشکلی را حل کند که ۲۰۰۰ سال قبل از آن فکر اقلیدس را مغشوش کرده بود. گاوس نشان داد که یک {\displaystyle n}-ضلعی بدین صورت قابل رسم است اگر و فقط اگر {\displaystyle n} به صورت {\displaystyle 2^{k}p_{1}p_{2}...p_{t}} نوشته می‌شود، وقتی {\displaystyle k\geq 0} و {\displaystyle p_{i}} اعداد اول هستند به‌شکل {\displaystyle 2^{m}+1}.
در ۱۰ ژوئیه گاوس نیز کشف کرد که هر عدد صحیح مثبت را می‌توان به صورت مجموع حداکثر سه عدد مثلثی (اعدادی به‌شکل {\displaystyle \sum _{1}^{N}n}) نوشت. سپس در دفترچه خود این کلمات معروف را نوشت: «EUREKA. number = Δ + Δ + Δ».

## جوانی و میان سالی
گاوس در رسالهٔ دکترای خود قضیه اساسی جبر را اثبات نمود. این قضیهٔ مهم می‌گوید که هر چندجمله‌ای درجهٔ {\displaystyle n}، با به‌شمار آوردن ریشه‌های تکراری، دارای {\displaystyle n} جواب است. در ۱۷۹۹، گاوس ثابت کرد که {\displaystyle \mathbb {C} } (اعداد مختلط) یک میدان جبرًا بسته است. این امر در آن زمان بسیار مهم بود و از این روی قضیه اساسی جبر نام‌گذاری شده‌است. گاوس تا آخر عمرش سه اثبات دیگر بر قضیهٔ بنیادین جبر ارائه کرد.

## کهن‌سالی، مرگ و پس از آن

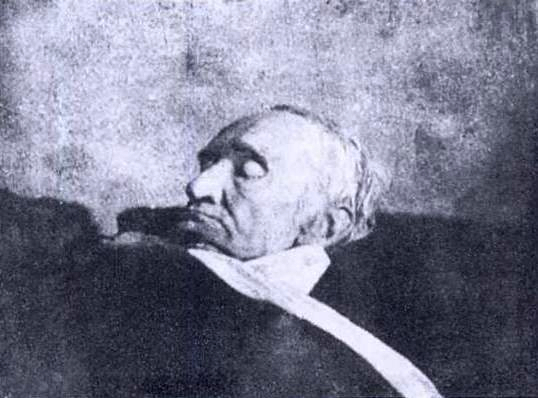
گاوس در بستر مرگ (۱۸۵۵ میلادی) داگرئوتایپ

ذهن گاوس تا کهن‌سالی فعال بود، حتی زمانی که به نقرس یا افسردگی مبتلا بود. او به عنوان مثال، در سن ۶۲ سالگی، شروع به یادگیری زبان روسی کرد.
در فیزیک، او مقالاتی در زمینهٔ نظریه لنزها و مویینگی، و همراه با ویلهلم وبر، فیزیکدان نامدار، برای ساخت دستگاه نوین مشاهدهٔ مغناطیس زمین و دگرگونی‌های آن، در ارتباط بود. نخستین مقالهٔ او در زمینهٔ الکترومغناطیس در سال ۱۸۳۳ میلادی چاپ شد. ابزارهایی که آنان اختراع کردند «دستگاه انحراف مغناطیسی» و «مغناطیس‌سنج دورشته‌ای» و تلگراف الکترومغناطیسی بودند.
گاوس در تاریخ ۲۳ فوریه ۱۸۵۵ بر اثر حمله قلبی در گوتینگن (که آن زمان پادشاهی هانوور نام داشت و هم‌اکنون ساکسونی سُفلی نام دارد) درگذشت.

## زندگی خانوادگی

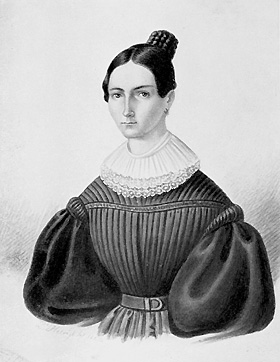
ترز گاوس (۱۸۱۶–۱۸۶۴) دختر فردریش گاوس

زندگی شخصی گاوس در سایهٔ مرگ زودهنگام نخستین همسرش، یوآنا اوستاف، در سال ۱۸۰۹ میلادی و در پی آن مرگ پسر یک ساله‌اش، لوییس، در سال ۱۸۱۰، تاریک شده بود. گاوس حدودًا چهار سال قبل در سال ۱۸۰۵ با یوآنا ازدواج کرده بود و از او یک پسر و یک دختر داشت. این رویدادها گاوس را به چنان افسردگی فرو برد که هرگز نتوانست از آن رهایی یابد.
او با یکی از دوستان همسرش که مینا والدک نام داشت ازدواج کرد، ولی این ازدواج دوم هم چندان فرخنده نبود. او از مینا سه فرزند داشت. هنگامی که همسر دومش در سال ۱۸۳۱ میلادی پس از یک بیماری طولانی، درگذشت یکی از دخترانش، تِرِزا، نگهداری خانه و پرستاری از گاوس را تا پایان زندگی او بر عهده گرفت. گاوس پنج فرزند داشت(2 فرزند از همسر اول و 3 فرزند از همسر دومش). گاوس با پسرانش اختلاف داشت. او نمی‌خواست که هیچ‌یک از پسرانش وارد ریاضیات شوند، چرا که نگران بود از اعتبار نام خانوادگی گاوس بکاهند. او معتقد بود که هیچ‌کدام از آن‌ها به خوبی او نخواهند بود.

## منش و شخصیت

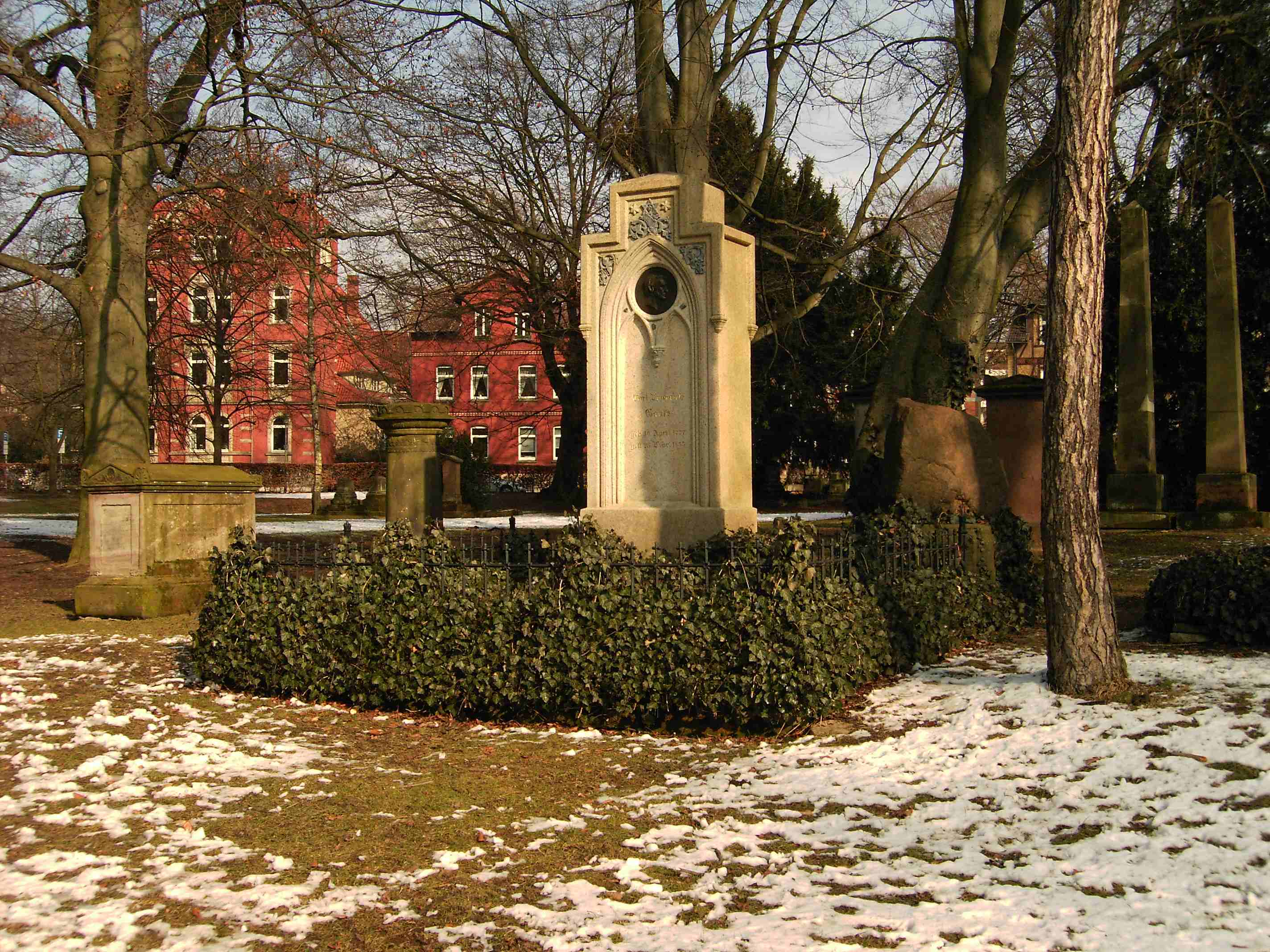
محل دفن گاوس

گاوس به کمال در اخلاق و انسانیت باور داشت و نیز بسیار کوشا بود. او بسیار کم به نشر کارهایش می‌پرداخت چرا که از انتشار کارهایی که رسیدگی و ویرایش نشده‌اند سر باز می‌زد، که این هم هماهنگ با شعار «کم ولی پربار» اوست. خاطرات شخصی او نشان می‌دهد که او به چندین کشف مهم ریاضی چند دهه قبل از اینکه معاصران او به آن‌ها دست یابند و آن‌ها منتشر کنند دست یافته بود. اریک تِمپل بل، ریاضیدان و نویسنده اسکاتلندی آمریکایی، گفته بود که اگر گاوس تمام اکتشافات خود را به موقع منتشر می‌کرد، ریاضیات را پنجاه سال جلو می‌انداخت. از سوی دیگر، گاوس را از آنجا که از ریاضیدانان جوانی که خواهان پیروی از او بودند پشتیبانی نمی‌کرد نکوهش می‌کنند. او بسیار کم، و شاید هرگز، با ریاضیدانان دیگر همکاری می‌کرد. گرچه گاوس چند دانشجو را پذیرفت ولی همه بیزاری او از تدریس را می‌دانستند. گفته شده‌است که او تنها در یک سخنرانی علمی حضور داشت، که در سال ۱۸۲۸ میلادی در برلین برگزار شد. چندین تن از دانشجویان او ریاضیدانانی نامدار شدند که ریچارد ددکیند، یوهان دیریکله، برنهارت ریمان، فریدریش بسل، ارنست کومر، فردیناند آیزنشتاین، گوستاو کیرشهوف از آن دسته بودند. پیش از مرگ سوفی ژرمین، گاوس اعطای مدرک افتخاری به ژرمین را پیشنهاد داد، ژرمین اما هیچگاه به این مدرک دست نیافت. بر اساس توصیه گاوس، مؤسسه گوتینگن مدرک دکترای افتخاری به فریدریش بسل در تاریخ مارس ۱۸۱۱ اهدا نمود.
نیکلای لوباچفسکی وقتی هندسه نااقلیدسی را ایجاد کرد، به محاسبه مسائل ریاضی و هندسی آن مانند مسائل برداری در هندسه نااقلیدسی پرداخت، نتیجه کار خود را با افتخار به گاوس فرستاد و نظرش را پرسید. گاوس که از نوجوانی به ریاضیات می‌پرداخت و مسائل ریاضی و هندسی هندسه نااقلیدسی لوباچفسکی را در زمان جوانی خود پیدا کرد، چیزی در حدود ۲۰ سال قبل، به لوباچفسکی گفت که بله، این‌ها که مسائل مسلم ریاضی هستند. خوب است چاپ کنید. گاوس مانند نیوتون اکتشافات خود را معمولاً چاپ نمی‌کرد از این رو بسیاری از مسائلی که به او نسبت می‌دهند بعد از مرگش و از بین کاغذها پیدا شده‌اند و البته بسیاری از پیشرفت‌های مهم هم از بین رفته‌اند. گاوس فیزیک‌دان هم بود و فرمول‌هایی در زمینه مکانیک و الکتریسیته هم دارد. فرمول او در مورد اجسام متقارن بسیار مسئله را ساده می‌کند و همراه قانون کولن در الکتریسیته کارساز است.
خلاصه قانون گاوس هم در مکانیک و هم در الکتریسیته:
{\displaystyle \oint _{S}\mathbf {E} \cdot \mathrm {d} \mathbf {A} ={\frac {Q}{\varepsilon _{0}}},}

## نگارخانه

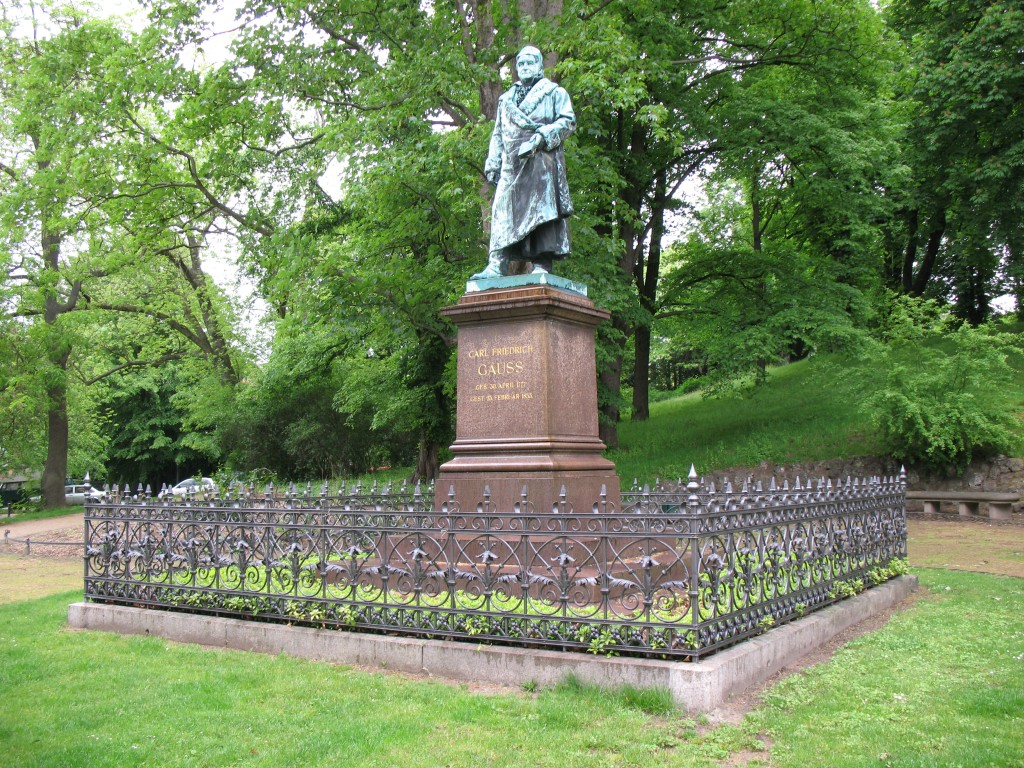
مجسمه گاوس در زادگاهش شهر براونشوایگ